# Judíos de Marruecos

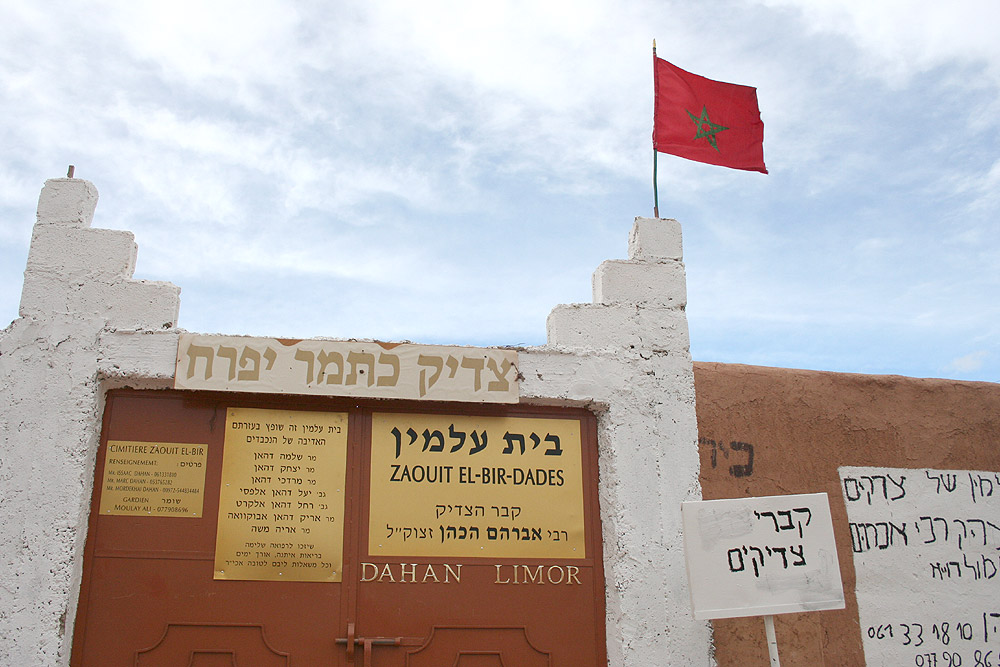
Cementerio judío de Zaouit El Bir Dades, Essaouira.

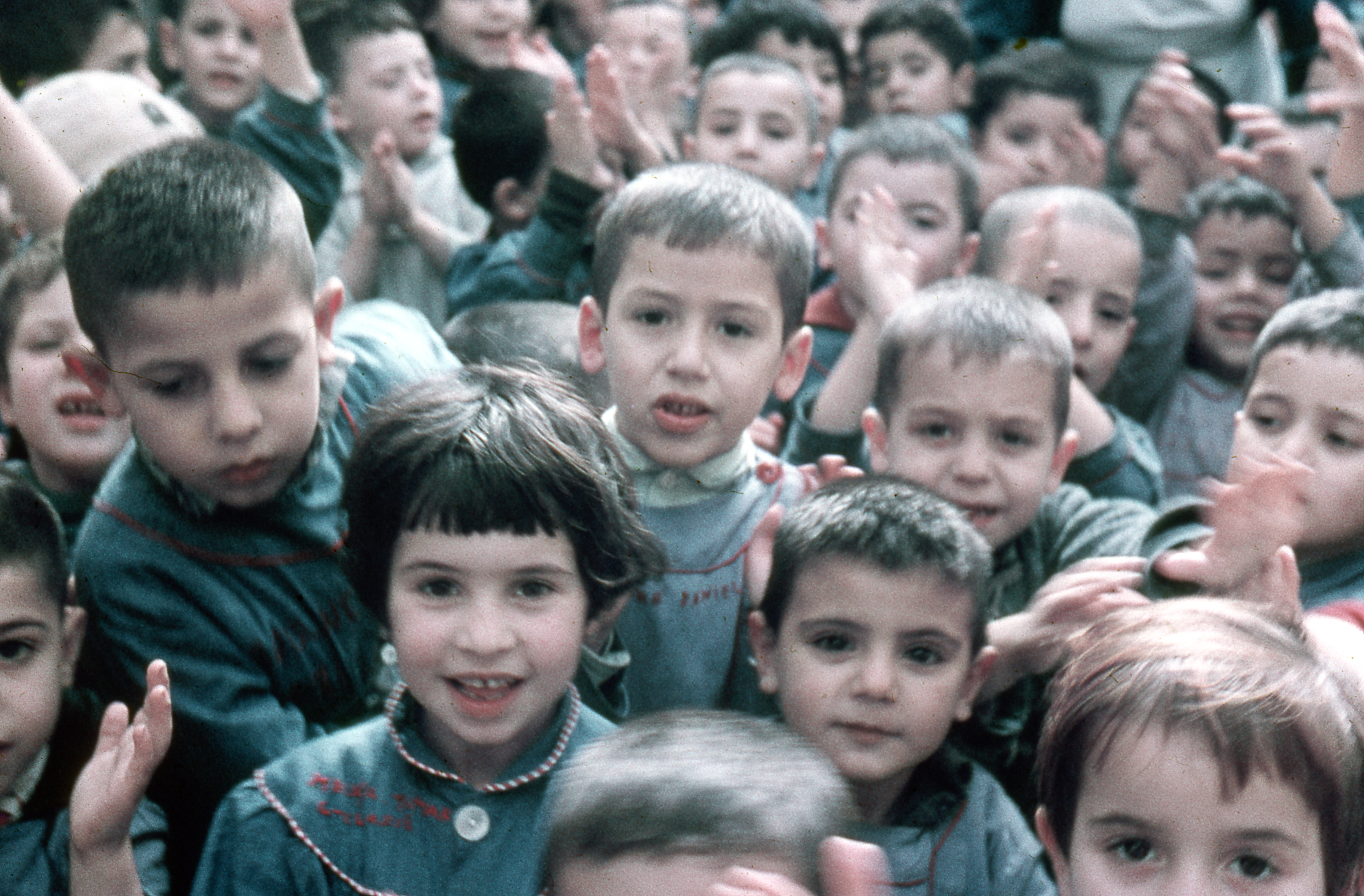
Judíos de Marruecos en 1960

Se les llama judíos de Marruecos a aquellos judíos que viven o vivieron en la región del Magreb conocida actualmente como Marruecos. Muchos de estos judíos primero emigraron a esta zona después de la destrucción del Segundo Templo en Jerusalén, y una segunda ola emigraron procedentes de la península ibérica en el período inmediatamente anterior y siguiendo al Decreto de la Alhambra en 1492, cuando los judíos fueron expulsados de los reinos de España y Portugal.
En su apogeo en la década de 1940, la población judía de Marruecos superó las 250 000 almas. Hoy en día, aproximadamente 5000 judíos viven en el país. Los judíos de Marruecos y sus descendientes se pueden encontrar principalmente en Israel, Francia, Canadá, España, Argentina y Venezuela.

## Historia
Los judíos de Marruecos constituyen una comunidad antigua, arribó a la región ya en los años 70. Hasta la década de 1950 la mayoría de los judíos de Marruecos seguían viviendo en Marruecos. De acuerdo con las normas del sistema legal islámico, los judíos marroquíes tenían distintas instancias legales a las cuales acudir para asuntos relacionados con la «ley personal» en virtud de la cual a las comunidades (cumplimiento de la Sharía musulmana, el derecho canónico cristiano y la halajá judía) se les permitió gobernarse a sí mismas en su propio sistema legal. Después de la independencia de Israel en 1948 y debido al conflicto interno en la década de 1950, las siguientes décadas vieron grandes olas de emigración judía a Israel, Francia y Canadá. En América Latina, los países que más recibieron inmigración judía proveniente de Marruecos fueron Argentina, Venezuela y Brasil.
Como en los otros protectorados de Francia, una gran parte de Marruecos estuvo muy influenciada por la cultura francesa, mientras que lo mismo puede decirse de las partes del país que pertenecían a España. Tradicionalmente, los judíos fueron clasificados como franco-marroquíes, según el lugar donde vivían en Marruecos, y estas clasificaciones se pueden sentir incluso hoy en día, con diferencias que se reflejan en el lenguaje, los alimentos, apellidos e incluso la liturgia.

## Comunidades actuales

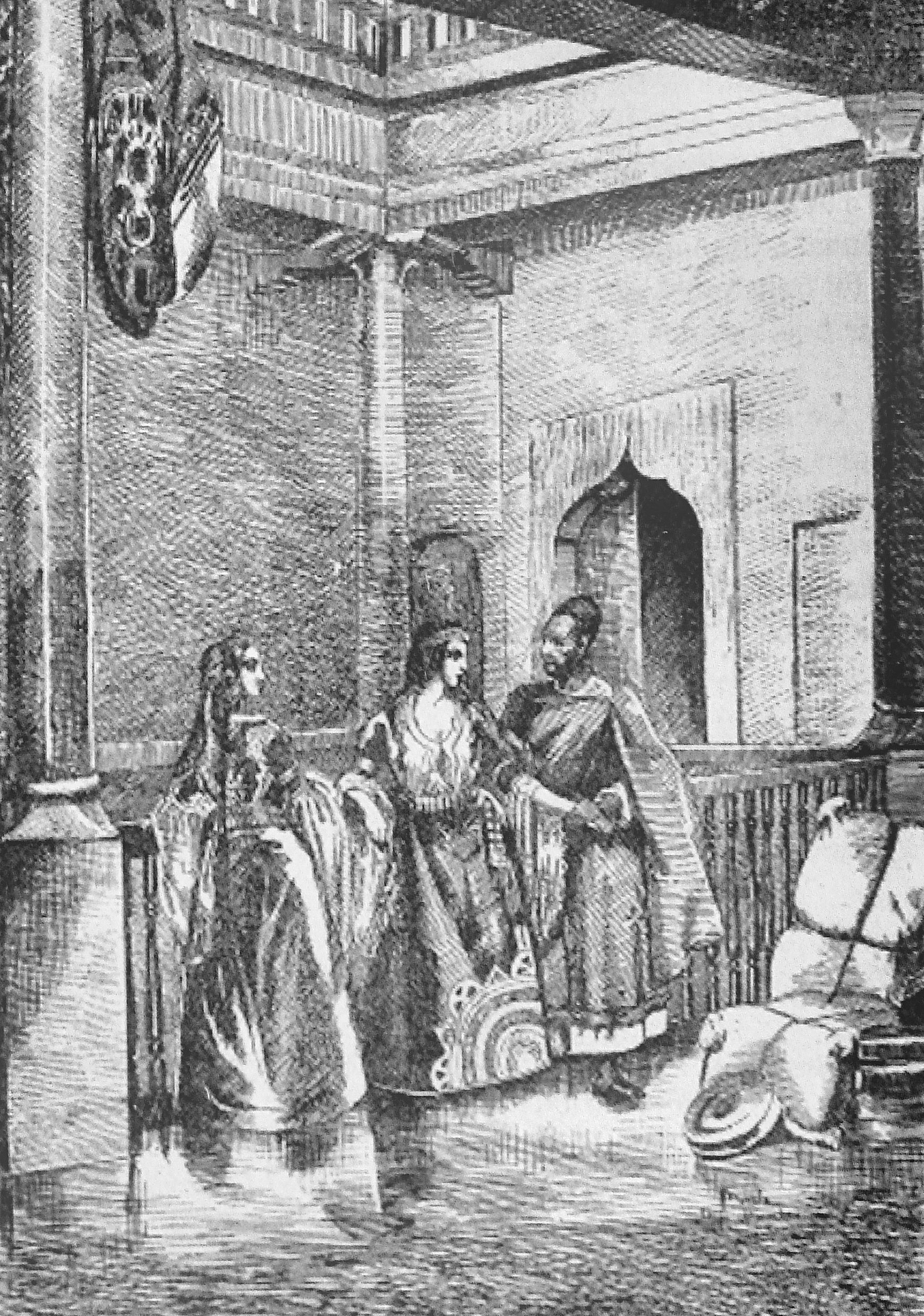
Grabado de una casa judía en Mogador, Darondeau (1807-1841).

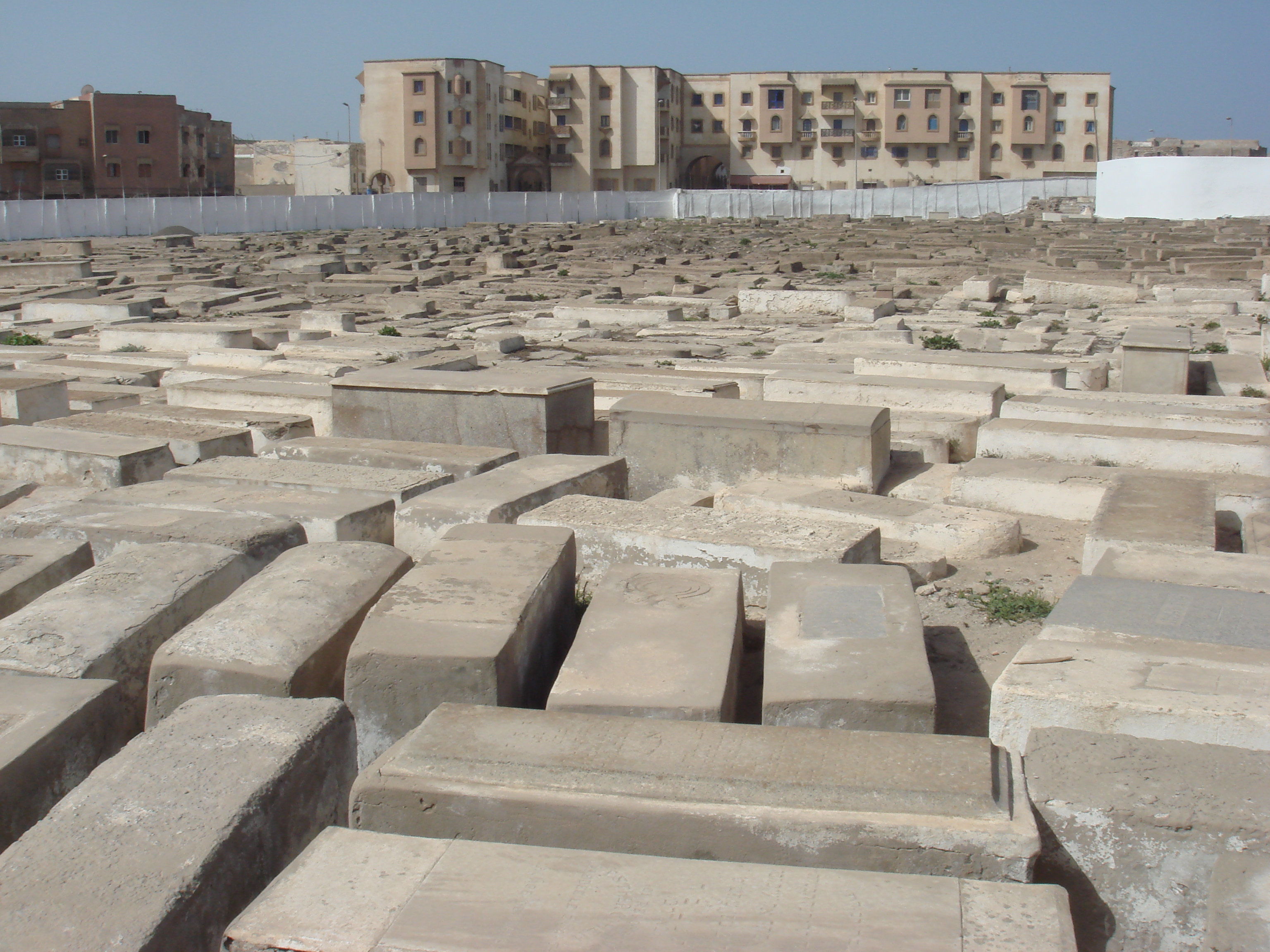
Cementerio judío en Essaouira.

- Marruecos: En 2003 se estimaba que unos 5000 judíos todavía vivían en Marruecos, principalmente en Casablanca.[3] En otras ciudades existen comunidades más pequeñas, en su mayoría de gente de la tercera edad.

### Judíos marroquíes en el exterior
- Israel: La década de 1950 vio grandes oleadas de emigración judía desde Marruecos a Israel. Muchos judíos marroquíes fueron trasladados a las "ciudades de desarrollo" (Ayarat Pitu'aj), mientras que otros se asentaron en las ciudades más grandes y establecidas. Hoy en día, los judíos de origen marroquí y sus descendientes se pueden encontrar en todo Israel y forman una de las comunidades visiblemente más grandes del país.
- Francia: Existen grandes comunidades en París, Marsella, Estrasburgo, Lyon y Niza.
- Argentina: La comunidad judeo-marroquí es la menos numerosa dentro de la comunidad judía de Argentina. A pesar de ello, los judíos marroquíes fueron los primeros sefardíes en formar una comunidad sefardí propiamente dicha, ya que la mayoría de los judíos en Argentina son de origen asquenazí. Los judeo-marroquíes se encuentran principalmente en las ciudades de Buenos Aires y Rosario.
- Canadá: En la década de 1950, Canadá comenzó a extender visados a los judíos de Marruecos. Grandes comunidades se formaron en Montreal y Toronto. Los judíos marroquíes fueron atraídos a Canadá debido a su alta calidad de vida y a Montreal en particular, a causa de la lengua francesa allí hablada. Toronto es conocida por su significativa comunidad hispano-marroquí, la cual procede de ciudades como Tánger y Tetuán. En el pasado reciente, sin embargo, la liturgia, la música religiosa y las costumbres franco-marroquíes han influenciado la comunidad de Toronto. Por ejemplo, las tradicionales baqashot marroquíes, la música clásica cantada por judíos sefaradíes en los meses de invierno en todos los países de Oriente Medio en la noche del viernes, son comunes en las congregaciones Magen David y Abir Ya'aḳov.
- España: Muchos judíos marroquíes emigraron o huyeron a España, formando una comunidad importante. Actualmente la comunidad judeo-marroquí en España está compuesta por unas aproximadamente 11 600 personas.[4]
- Venezuela: Forman aproximadamente el 55% de la comunidad judía venezolana en total y se concentran principalmente en Caracas. Se estima que hay 12 000 personas judías marroquíes contando también sus descendientes.[5][6][7]
- Brasil: La comunidad judeo-marroquí en Brasil se estima en unas 6000 personas.

## Lengua
Históricamente, el francés ha gozado de prestigio dentro de la comunidad judío-marroquí.
Algunos judíos de Marruecos, sobre todo los de edad avanzada, se comunican en el dialecto judeoárabe; Kol Israel tiene una emisión en este idioma y además unos 2500 residentes en Israel hablan judeoberéber. Dependiendo de la zona de influencia extranjera de la comunidad (Francia o España), las comunidades dominan francés o haquetía, un dialecto del idioma judeoespañol influenciado por el idioma español moderno, el idioma árabe y el rifeño.

### Judíos marroquíes en Israel
Los judíos marroquíes en Israel son inmigrantes y descendientes de los inmigrantes de las comunidades judías marroquíes que ahora residen dentro del estado de Israel. Los marroquíes del mundo o diáspora marroquí reagrupan a las personas de origen marroquíes que tienen una relación directa o indirecta con el país y que pueden ser de primera, segunda o cualquier generación que vive fuera del país. Entre esta población repartida principalmente en Europa y Estados Unidos, Israel ocupa el tercer puesto en importancia de la Diáspora Marroquí por el mundo. El censo israelí de 2019 cuenta con 472 800 judíos marroquíes que viven en Israel, aunque según la Federación Mundial de Judíos Marroquíes, casi un millón de judíos israelíes son marroquíes o de ascendencia marroquí, lo que los convierte en la comunidad más grande del país.
Se llevaron con ellos su la cultura y el amor por el reino de Marruecos. La buena relación que tenía el sultán Mohamed V, luego el rey Hasán II y actualmente el rey Mohamed VI, se plasman en nombre de calles y puertas en Israel.
En reconocimiento de esta personalidad única, los judíos marroquíes en Israel construyeron un monumento en la ciudad de Petah Tikva y una calle principal en la ciudad de Kiryat Ekron (en la foto) que lleva el nombre del rey Hassan II, como él nombró una cornisa en la ciudad de Kiryat Gat y un jardín en Ashdod como símbolo de aprecio y amistad fraternal y un período de Su gobierno estuvo marcado por la tolerancia hacia los judíos. Vale la pena señalar que la cultura marroquí está viva y es prominente en Israel. La comida marroquí se puede encontrar en los mercados y restaurantes israelíes, la música marroquí en los canales de radio y los festivales de música donde cantan los cantantes.
Los esfuerzos pacíficos del rey Hassan II de Marruecos quedaron grabados en la memoria israelí, ya que adoptó el lenguaje del diálogo y la moderación. También facilitó la preparación de las condiciones para los encuentros entre egipcios e israelíes que allanaron el camino para el acuerdo de Camp David entre Egipto e Israel en 1993, además de alentar negociaciones pacíficas entre palestinos e israelíes.
Las distinguidas relaciones que existen entre grandes segmentos del pueblo israelí, especialmente los de origen marroquí, y el pueblo marroquí, no están ocultas a la vista. Sus raíces van muy lejos en la historia. Como la comunidad judía de Marruecos era la comunidad judía más grande de Oriente Medio y el norte de África, su número superó el cuarto de millón de personas hasta mediados del siglo XX. Marruecos garantizó a sus hijos nacidos en Marruecos, como a otros marroquíes, la ciudadanía marroquí de por vida.
En reconocimiento de esta personalidad única, los judíos marroquíes en Israel construyeron un monumento en la ciudad de Petah Tikva y una calle principal en la ciudad de Kiryat Ekron (en la foto) que lleva el nombre del rey Hassan II. También nombró una cornisa en la ciudad de Kiryat Gat y un jardín en Ashdod como símbolo de aprecio y amistad fraternal y su reinado que se distinguió Tolerancia hacia los judíos.
Vale la pena señalar que la cultura marroquí está viva y es prominente en Israel. La comida marroquí se puede encontrar en los mercados y restaurantes israelíes, la música marroquí en los canales de radio y los festivales de música en los que cantantes y cantantes israelíes cantan en el idioma marroquí.

### Migración
La migración es un proceso largo y requiere una serie de adaptación y readaptación a la sociedad de acogida. Con el paso del tiempo empieza la pérdida de la lengua del país de origen o de su cultura. Se tiende a la asimilación en el nuevo país de acogida. Los marroquíes de origen judío en Israel tuvieron que pasar por el proceso de integración como cualesquiera otras inmigrantes marroquíes en otra parte del mundo. Sin embargo, han procurado en la medida de lo posible por mantener vivo el idioma marroquí llamado dariya, las costumbres y la cultura marroquí. Han ido enseñando a sus hijos la lengua y las manifestaciones culturales día a día a través de la música marroquí llamada شعبي 5, la gastronomía o arte culinario de preparación de la Harira حريرة y el Cuscús الكسكس y sobre todo mantener la relación con el país y ser leales a sus reyes.